# ロバート・ディール
ロバート・ディール（Robert Deal、1721年没）は、カリブ海で活動した海賊。チャールズ・ヴェインの部下として知られる。

## 経歴
ディールはナッソーの海賊共和国において悪名高いチャールズ・ヴェインの仲間であった。1717年、イギリス国王ジョージ1世が全ての海賊に対して足を洗うことを条件に恩赦を申し出たが、ヴェインとその仲間たちはこれを拒絶した。1718年10月、バハマ総督のウッズ・ロジャーズの手から逃れたヴェインとその一味は、ナッソーを海賊の手に戻すためにノースカロライナに拠点を移していたエドワード・ティーチに協力を求めたが、黒髭はこれを断ってしまった。
バハマ諸島に戻ったヴェインの一味はエルーセラ島を攻撃し、住民から物資などを掠奪した。さらに10月23日、小型のスループ船一隻とブリガンティン船エンデヴァー号を拿捕し、船長のシャトックに暴行を加えた。この時、ディールは抗議するシャトックに対し、「この老いぼれ犬め、金の在り処を吐かねば、お前の船も地獄生きだぞ」と口汚く脅迫したという。11月23日、一味はフランスのフリゲート艦と遭遇した。ヴェインは軍艦への攻撃は危険だとして反対し、ディールもこれに同調したが、操舵手のジャック・ラカムがこれに異を唱えた。投票によってラカムが新しい船長に選ばれ、ヴェインとディール含む15人の乗組員は船から追放されてしまった。
小さなスループ船を与えられたヴェインと仲間たちはホンジュラス湾沿岸を南下し、海賊船を補強して過ごし、11月末ごろにスループ船を拿捕した。ディールはスループ船の指揮を任されて海賊団は再起を図ったが、翌1719年の2月ごろ、一味は嵐に見舞われて散り散りになってしまった。ホンジュラスの無人島に漂着したヴェインは商船に拾われるも正体が発覚してジャマイカに連行された。ディールもまた軍艦でジャマイカに連行され、長い裁判ののち、2人ともポートロイヤルで絞首刑に処された。

## 参考資料
- コリン・ウッダード(著)、大野晶子(訳)、『海賊共和国史 1696-1721年』2021年7月、パンローリング株式会社
- チャールズ・ジョンソン(著)、朝比奈一郎(訳)、『海賊列伝(上)』2012年2月、中公文庫